# Whiplash (chanson de Metallica)
Pour les articles homonymes, voir Whiplash.
Singles de Metallica
Jump in the Fire
(1983)
Whiplash est une chanson du groupe de heavy metal américain Metallica. Elle est créditée James Hetfield et Lars Ulrich et était la sixième piste et le premier single de leur album de 1983 Kill 'Em All.
La chanson a été reprise de nombreuses fois, plus notablement par Motörhead dont la version a gagné un Grammy Award de la « meilleure performance metal ».

## Composition du groupe
- James Hetfield - chants, guitare rythmique
- Lars Ulrich - batterie
- Kirk Hammett - guitare solo
- Cliff Burton - basse

## Divers
- Motörhead a repris le morceau sur l'album Kiss Of Death sorti en 2006.
- Whiplash apparaît sur la bande son du jeu Tony Hawk's Underground 2.
- Whiplash apparaît en titre bonus (titre caché) sur l'album All Hell Breaks Loose du groupe allemand Destruction.
- Whiplash est également dans GuitarHero : Metallica.

## Liste des titres
Toutes les paroles sont écrites par James Hetfield.
| No | Titre            | Musique                                    | Durée |
| -- | ---------------- | ------------------------------------------ | ----- |
| 1. | Jump in the Fire | James Hetfield, Lars Ulrich, Dave Mustaine | 4:41  |
| 2. | Whiplash         | James Hetfield, Lars Ulrich                | 4:10  |
| 3. | Seek and Destroy | James Hetfield, Lars Ulrich                | 6:55  |
| 4. | Phantom Lord     | James Hetfield, Lars Ulrich, Dave Mustaine | 5:01  |